# 林若周
林若周（1490年—？），字吾從，號養斋，福建興化府莆田縣（今莆田市）人，明朝政治人物。

## 生平
正德八年（1513年）癸酉科福建鄉試第五十四名舉人，正德十二年（1517年）丁丑科進士。出知廣東博羅縣知縣。嘉靖元年（1522年）徵為南京陝西道監察御史，多有建言。以父母年老乞歸。家居四十餘年卒。

## 家族
曾祖父林珒，曾任戶部員外郎，進階奉議大夫；祖父林時讓，曾任布政司左參議；父親林伯，曾任其義盛官。嫡母方氏、陳氏；生母劉氏。具庆下。兄子謹、若韩。弟若曾。